# ブルッツァーノ・ゼッフィーリオ
ブルッツァーノ・ゼッフィーリオ（イタリア語: Bruzzano Zeffirio）は、イタリア共和国カラブリア州レッジョ・カラブリア県にある、人口約1,100人の基礎自治体（コムーネ）。

## 地理

### 位置・広がり

#### 隣接コムーネ
隣接するコムーネは以下の通り。
- アフリコ
- ブランカレオーネ
- フェッルッツァーノ
- サンターガタ・デル・ビアンコ
- スタイーティ